# هانا مونسون
هانا مونسون (بالإنجليزية: Hannah Monson)‏ ممثلة أسترالية ولدُت في ميلدورا، أستراليا في 21 أبريل عام 1992، تعرف بدورها كيرستي دارو في مسلسل غليتش من أنتاج أيه بي سي.

## أعمالها
- الفائزين والخاسرين بدور الانا شو عام 2014

- غليتش بدور كيرستي دارو عام 2015-19

- رماد إسادورا إيفان بدور أيريكا عام 2015

- الباقون بدور الشابة عام 2017

## روابط خارجية
- هانا مونسون على موقع IMDb (الإنجليزية)
- هانا مونسون على موقع ألو سيني (الفرنسية)
- هانا مونسون على موقع قاعدة بيانات الفيلم (الإنجليزية)